# Georgi Sokolov
Pour les articles homonymes, voir Sokolov.
Georgi Apostolov Sokolov (bulgare : Георги Соколов), né le 19 juin 1942 à Sofia en Bulgarie et mort le 27 juin 2002 dans la même ville, est un footballeur international bulgare, reconverti entraîneur de football.